# Entrez
De Entrez-zoekmodule zoekt in de verschillende databanken van het National Center for Biotechnology Information (NCBI). Het NCBI is deel van de Amerikaanse National Library of Medicine (NLM) die zelf een onderdeel vormt van de National Institutes of Health (NIH).
Entrez is een krachtige zoekrobot die volgende zaken vindt:
- medline-artikels (vnl. biomedische en biotechnologische)
- gen- en eiwit-sequenties
- Gen- en chromosoomkaarten
- taxonomie
- tertiaire structuur

- Daarnaast kunnen biologische leerboeken online geraadpleegd worden.